# Ígor Serguéievich Ivanov
Ígor Serguéievich Ivanov (И́горь Серге́евич Ивано́в) (nacido el 23 de septiembre de 1945 en Moscú), diplomático y político ruso. Entre 1991 y 1995 desempeñó el puesto de embajador, primero de la URSS y luego de la Federación de Rusia, en España.
Ígor Ivanov fue ministro de Relaciones Exteriores de Rusia de 1998 a 2004, sucediendo a Yevgueni Primakov.